# (9447) Julesbordet
(9447) Julesbordet ist ein Asteroid des Hauptgürtels, der am 3. Mai 1997 vom belgischen Astronomen Eric Walter Elst am La-Silla-Observatorium (IAU-Code 809) der Europäischen Südsternwarte in Chile entdeckt wurde.
Der Asteroid gehört zur Gefion-Familie, einer Asteroiden-Familie, die nach (1272) Gefion benannt ist.
Der Asteroid wurde nach dem belgischen Biologen Jules Bordet (1870–1961) benannt, der für seine Entdeckungen auf dem Gebiet der Immunität 1919 den Nobelpreis für Medizin erhielt.